# Чёлва (Добрянский район)
Чёлва — посёлок в Добрянском районе Пермского края. Входил в состав Перемского сельского поселения.

## Географическое положение
Расположен в нижнем течении реки Челва, недалеко от места её впадения в Косьвинский залив Камского водохранилища, примерно в 25 км к северо-западу от центра поселения, села Перемское. Через посёлок проходит автомобильная дорога Пермь — Березники.

## Население
| 2010 |
| ---- |
| 329  |

## Улицы
- Дальняя ул.
- Дачная ул.
- Куйбышева ул.
- Ленина ул.
- Лесная ул.
- Матросова ул.
- Мира ул.
- Пушкина ул.
- Трактовая ул.
- Чапаева ул.

## Топографические карты
- Лист карты O-40-42 Чёлва. Масштаб: 1 : 100 000. Состояние местности на 1982 год. Издание 1988 г.